# 鯖魚島
66°1′S 65°26′W / 66.017°S 65.433°W
鯖魚島（英語：Mackerel Island）是南極洲的島嶼，位於葛拉漢地西岸，處於弗勞德島以西，屬於菲什群島的一部分，由英國探險隊繪入地圖，現時由南極條約體系管理。